# Jurij Nawarenko
Jurij Ołeksandrowycz Nawarenko (ukr. Юрій Олександрович Наваренко; ur. 10 września 1979 w Kijowie) – ukraiński hokeista, reprezentant Ukrainy, trener.

## Kariera
- SzWSM Kijów (1995-1996)
- Berkut Kijów (1997-1998)
- Sokił Kijów (1998-2001)
- CH Jaca (2001-2004)
- Sokił Kijów (2004-2006)
- HK Witebsk (2006-2008)
- Sokił Kijów (2008-2009)
- HK Witebsk (2009-2010)
- Liepājas Metalurgs (2010-2011)
- HK Szachcior Soligorsk (2011-2013)
- HK Homel (2013-2015)

Występował w kadrach juniorskich Ukrainy na mistrzostwach świata. Brał udział w turnieju zimowej uniwersjady edycji 1999. Uczestniczył w turniejach mistrzostw świata 2006, 2007 (Elita), 2008, 2009, 2010, 2011, 2012, 2014, 2015 (Dywizja I).
Od sierpnia 2014 do połowy 2015 zawodnik HK Homel.

## Kariera trenerska
- Krylja Sowietow Moskwa do lat 17 (2019-2020), główny trener
- Krylja Sowietow Moskwa do lat 18 (2019-2020), główny trener
- MHK Krylja Sowietow Moskwa (2020-2022), asystent trenera
- Akademia Michajłowa (2022-2023), asystent / główny trener[4]
- MHK Krylja Sowietow Moskwa (2023-), asystent trenera[5]

## Sukcesy

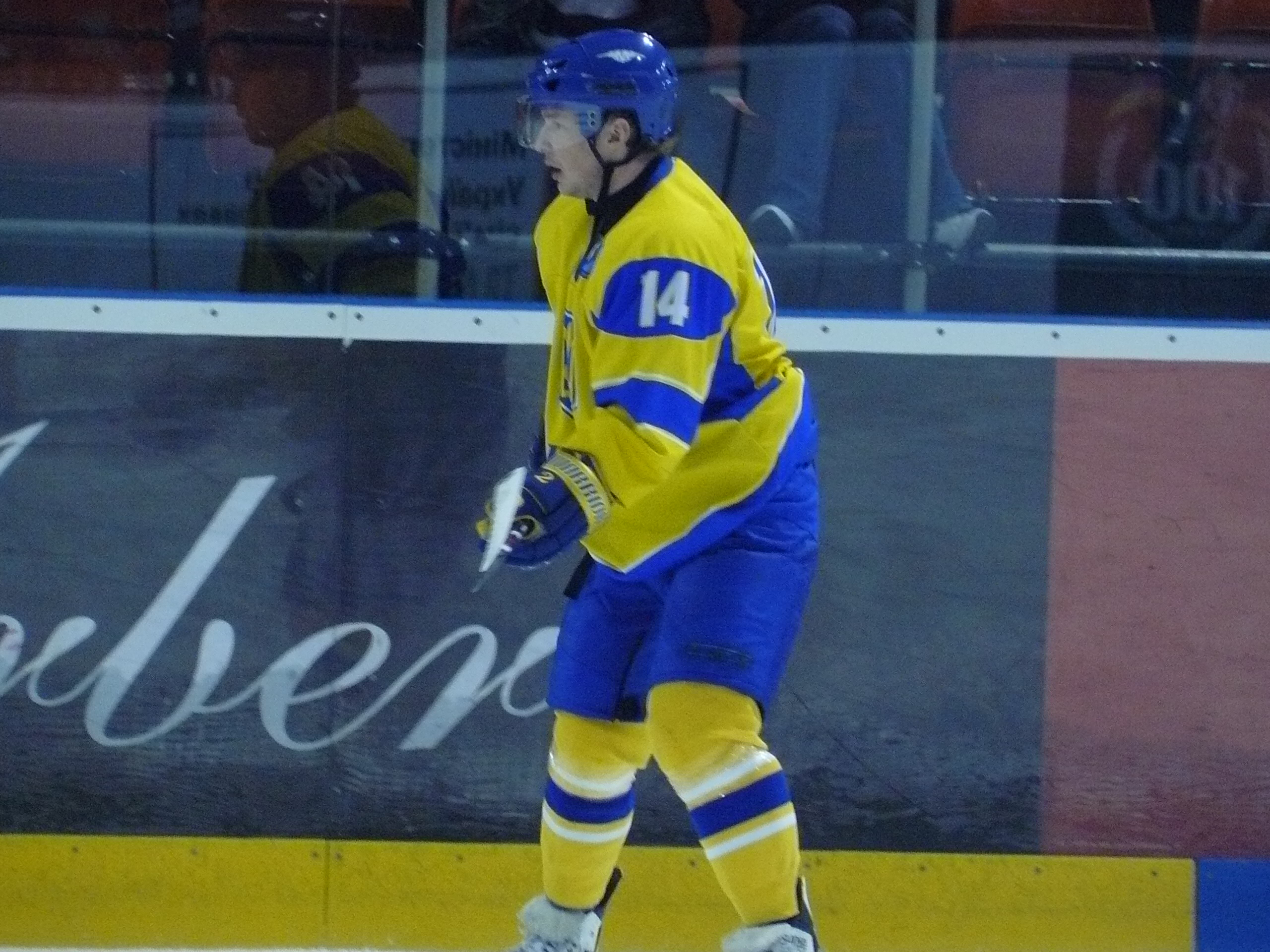
Jurij Nawarenko w barwach Ukrainy (2010)

Reprezentacyjne
- Złoty medal zimowej uniwersjady: 1999
- Awans do MŚ Dywizji I Grupy A: 2013

Klubowe
- Srebrny medal mistrzostw Ukrainy: 1998 z Berkutem Kijów, 2000, 2001 z Sokiłem Kijów
- Złoty medal Wschodnioeuropejskiej Hokejowej Ligi: 1999 z Sokiłem Kijów
- Srebrny medal Wschodnioeuropejskiej Hokejowej Ligi: 2000 z Sokiłem Kijów
- Brązowy medal Wschodnioeuropejskiej Hokejowej Ligi: 2001 z Sokiłem Kijów
- Złoty medal mistrzostw Ukrainy: 1999, 2005, 2006, 2009 z Sokiłem Kijów
- Złoty medal mistrzostw Hiszpanii: 2003, 2004 z CH Jaca
- Puchar Hiszpanii: 2002, 2003 z CH Jaca
- Złoty medal mistrzostw Łotwy: 2011 z Metalurgs Lipawa
- Brązowy medal mistrzostw Białorusi: 2013 z Szachciorem Soligorsk, 2014, 2015 z HK Homel

Indywidualne
- Mistrzostwa Europy do lat 18 Grupy B w 1996:
  - Pierwsze miejsce w klasyfikacji asystentów turnieju: 7 asyst
- Ekstraliga białoruska w hokeju na lodzie (2012/2013)
  - Pierwsze miejsce w klasyfikacji asystentów w sezonie zasadniczym: 35 asyst[6]
  - Trzecie miejsce w klasyfikacji asystentów w fazie play-off: 8 asyst[7]
- Ekstraliga białoruska w hokeju na lodzie (2013/2014)
  - Czwarte miejsce w klasyfikacji asystentów w sezonie zasadniczym: 27 asyst[8]
  - Piąte miejsce w klasyfikacji asystentów w fazie play-off: 9 asyst[9]
- Ekstraliga białoruska w hokeju na lodzie (2014/2015)
  - Szóste miejsce w klasyfikacji asystentów w sezonie zasadniczym: 30 asyst[8]
  - Czwarte miejsce w klasyfikacji asystentów w fazie play-off: 6 asyst[10]